# Pokret muslimana za vjersko-prosvjetnu autonomiju
Pokret muslimana za vjersko-prosvjetnu autonomiju ili Pokret za vakufsko-mearifsku autonomiju bio je pokret bosanskohercegovačkih muslimana za uspostavu vjerske i prosvjetne autonomije.
Osnovan je 1889. godine.[koje]
Pokret je okupljao muslimansko stanovništvo BiH, pod vodstvom begova. Glavni mu je cilj priznanje osmanlijskog sultana kao vrhovnoga vjerskog poglavara, a u skladu s time i prestanak miješanja okupatorske vlasti u školske i vjerske poslove. Nakon što je godine 1908. godine Austro-Ugarska anektirala BiH, austrougarske vlasti su bosanskohercegovačkim muslimanima 1909. priznale vjersku autonomiju.